# Dorylinae
Dorylinae – podrodzina błonkówek z rodziny mrówek. Obejmuje blisko 700 znanych gatunków. Zasiedla strefę tropikalną i subtropikalną.

## Taksonomia
Takson ten został wprowadzony w 1815 roku przez Williama Elforda Leacha jako Dorylida. Później część systematyków traktowała go jako niezależną rodzinę Dorylidae, a część jako podrodzinę mrówkowatych. W 2014 roku na podstawie analiz filogenetycznych S.G. Brady i współpracownicy redefiniowali Dorylinae jako monofiletyczną podrodzinę mrówek. Wiązało się to ze zsynonimizowaniem wcześniej wyróżnianych podrodzin Aenictinae, Aenictogitoninae, Cerapachyinae, Ecitoninae i Leptanilloidinae oraz kilku plemion. Dorylinae w nowym sensie obejmują 685 opisanych gatunków (stan na 2016), sklasyfikowanych w 19 rodzajach:
- Acanthostichus Mayr, 1887
- Aenictogiton Emery, 1901
- Aenictus Shuckard, 1840
- Amyrmex Kusnezov, 1953
- Asphinctanilloides Brandão, Diniz, Agosti et Delabie, 1999
- Cerapachys Smith, 1857
- Cheliomyrmex Mayr, 1870
- Cylindromyrmex Mayr, 1870
- Dorylus Fabricius, 1793
- Eciton Latreille, 1804
- Labidus Jurine, 1807
- Leptanilloides Mann, 1923
- Neivamyrmex Borgmeier, 1940
- Nomamyrmex Borgmeier, 1936
- †Procerapachys Wheeler, 1915
- Simopone Forel, 1891
- Sphinctomyrmex Mayr, 1866
- Tanipone Bolton et Fisher, 2012
- Vicinopone Bolton et Fisher, 2012

Wiek pojawienia się tej podrodziny oszacowano na około 87 milionów lat temu.

## Opis
Robotnice i żołnierze mają głowy z najwyżej trójczłonowymi głaszczkami, czułki często mniej niż 12 członach i osadzone blisko siebie, poziomymi i nieprzykrywającymi panewek czułkowych krawędziami czołowymi, a nadustkiem z reguły bardzo krótkim i nieodgraniczonym szwem. Tylko afrykańskie rodzaje mają narządy wzroku, pozostałe są pozbawione zarówno oczy jak i przyoczek. Ich tułów ma mniej lub więcej zanikłe szwy, a odwłok zaopatrzony jest w żądło.
Samice mają oczy i nadustek rozwinięte jak robotnice, mniej lub więcej odseparowane krawędzie czołowe, szczątkową segmentację tułowia, jednoczłonowy pomostek, postpetiolus złączony z trzecim segmentem odwłoka oraz długi i nabrzmiały gaster. Są trwale bezskrzydłe i pozbawione przyoczek.
Samce mają głowę wyposażoną w oczy, przyoczka i 13-członowe czułki o długich trzonkach. Budowa nadustka, krawędzi czołowych, pomostka i postpetiolusa jest podobna jak u samic. Skrzydła są u nich w pełni rozwinięte, segmentacja tułowia niezatarta, a żuwaczki z reguły duże.

## Występowanie
Przedstawiciele rodziny zasiedlają strefę tropikalną i subtropikalną, gdzie są dominującymi drapieżnymi bezkręgowcami ekosystemów lądowych.